# Кара жорга
Кара́ жорга́ (каражорга; каз. қара жорға, قارا جورعا — «вороной иноходец») — казахский народный танец и кюй, под аккомпанемент которого он исполняется.
У киргизов подобный танец называется кара́ жорго́. У башкир имеется народная песня-пляска со схожим названием — кара юрга (баш. ҡара юрға).

## Описание
Танец кара жорга получил такое название («вороной иноходец») из-за того, что его исполнитель изображает ловкого, сноровистого и задиристого наездника-джигита, овладевшего искусством верховой езды и гарцующего на иноходце. Под различными названиями (жоргалау, жорганы еликтеу) в народе были распространены несколько вариантов этого танца. В качестве аккомпанемента для танца на домбре исполняли народные мелодии «Кара жорга», «Бозайгыр» и др. Полное описание кара жорги было дано в книге «Казахские народные танцы» за авторством Даурена Абирова и Аубакира Исмаилова, куда этот танец попал в числе самых популярных мужских танцев.

## Кара жорга по странам

### Казахстан
«Возродителем» танца кара жорга в Казахстане считается казах Арыстан Шадетулы родом из Китая, вернувшийся в Казахстан в 1995 году. По словам Арыстана Шадетулы, этот танец является одним из 18 казахских народных танцев, которые на сегодняшний день позабыты. Танец начал распространяться в Казахстане в начале 2010-х годов и получил широкую известность благодаря интернету и СМИ. Идею возрождения танца кара жорга поддержал казахстанский режиссёр Булат Атабаев, отметив, что сам в детстве танцевал кара жоргу и видел, как известная казахская танцовщица Шара Жиенкулова исполняла его.
Московский балетмейстер Игорь Моисеев в 1937 году поставил танец «Кокпар» на основании мелодии кара жорга. Танец был включён в репертуар Государственного ансамбля народного танца СССР (ныне Ансамбль народного танца имени Игоря Моисеева). В 1953 году новый вариант танца представил Даурен Абиров, а в 1958 году — Лидия Чернышёва.

### Кыргызстан
Попытки возродить кара жорго предпринимаются и в Кыргызстане. По словам одного из активистов движения по возрождению танца, впервые танец был увиден Болотом Дыйканбаевым у китайских киргизов в 2002 году. Затем были сняты клипы с танцем кара жорго, организованы флешмобы и этно-дискотеки. Планируется включить кара жорго в список нематериального культурного наследия ЮНЕСКО. По мнению киргизов, танец кара жорга является не казахским, а киргизским народным танцем с тысячелетней историей, который сумели сохранить киргизы Китая.

### Китай
В журнале National Geographic от 1954 года (vol. CVI, № 5) зафиксировано исполнение казахами Китая «типичного племенного танца» кара жорга (Kara Jorga) под аккомпанемент домбры.
В наши дни танец кара жорга пользуется популярностью среди казахов Китая. Его исполняют во время различных мероприятий, в казахских школах СУАР кара жорга включена в школьную программу. В честь празднования 550-летия Казахского ханства казахи КНР станцевали кара жоргу в 24 провинциях страны.

## Рекорды
В 2012 году стало известно, что танец кара жорга, исполненный 16 декабря 2011 года четырьмя сотнями казахстанцев в Астане в День независимости Казахстана вошёл в «Книгу рекордов Гиннесса». В 2010 году 15 тыс. жителей города Атырау станцевали кара жоргу ко Дню города, но в отличие от астанинцев, атыраусцы не стали регистрировать свой рекорд. Ещё ранее, в 2009 году казахстанские СМИ сообщили о том, что в Китае поставлен рекордный танец кара жорга с участием 13 тыс. человек, который якобы тоже вошёл в Книгу рекордов Гиннесса. Данные об этом рекорде в официальных источниках также отсутствуют.

## Споры о происхождении
По словам историка и доктора наук Гульнары Мендикуловой, танец кара жорга никогда не был национальным танцем казахов и перенят ими у китайцев, а впервые танец был поставлен в пьесе «Айман — Шолпан» на мотив кюя «Кара жорга». По её словам никаких источников о наличии мужских танцев у казахов нет, а впервые она увидела танец кара жорга в исполнении казахов из Китая в Стамбуле. Профессор КазНУИ Тагжан Изим не столь категорична в своих высказываниях — по её словам, танец кара жорга не что иное как народный танец «буын би» («танец суставов»), а название «кара жорга» прицепилось к танцу после постановки вышеупомянутой пьесы «Айман — Шолпан» в 1934 году.
Историк и этнограф Жагда Бабалыков отмечает, что современный танец кара жорга исполняется вовсе не под мелодию оригинального кюя «Кара жорга», а другого кюя под названием «Салкурен» (каз. Салкүрең). По его словам, кара жорга должен быть медленным и размеренным танцем, а не быстрым и интенсивным, как это происходит под мелодию «Салкурена». Ему вторит кандидат исторических наук Алимгазы Даулетхан, который отмечает, что современная мелодия, под которую исполняют кара жоргу, не что иное, как видоизменённая мелодия «Салкурен» с добавлением отрывков из «Жар-жара», созданная для торжеств и праздников.
В связи с противоречивыми мнениями о танце кара жорга среди населения, один из жителей Казахстана попросил министра культуры и спорта Арыстанбека Мухамедиулы прояснить ситуацию со статусом танца. В своём ответе министр отказался от каких-либо заявлений по поводу танца, ибо это не входит в полномочия его министерства, и посоветовал обратиться в соответствующие НИИ Министерства образования и науки Казахстана.